# Крижанівський Федір Петрович
Фе́дір Петро́вич Крижані́вський (* 1947) — український тромбоніст, педагог, кандидат мистецтвознавства (2006), професор, заслужений артист України (2008).

## Життєпис
Народився 1947 року в селі Гладковицька Кам'янка Овруцького району (Житомирська область). 1976 року закінчив Київську консерваторію, 1979-го — аспірантуру при ній (клас Василя Гараня).
Від 1976 року викладає в Київській консерваторії. Одночасно від 1974-го — артист, з 1979 року — соліст симфонічного оркестру Національної опери України.
Серед його учнів — лауреати всеукраїнських та міжнародних конкурсів, солісти симфонічних оркестрів України, Єгипту, Китаю, Німеччини, Польщі, Хорватії.
Виконання ним тромбонових соло в найскладніших партитурах світової музики (особливо в балеті «Болеро» на музику Моріса Равеля в опері «Катерина Ізмайлова» Дмитра Шостаковича) стали еталонними.
Виконав та записав у фонд Українського радіо концерти для тромбона композиторів Вадима Гомоляки, Юрія Іщенка, Лева Колодуба, Олександра Костіна, Віталія Пацери, Євгена Станковича.
Серед робіт:
- «До питання формування традицій виконавства Київської школи тромбона», 2003
- «Український концерт для тромбона: етапи становлення», 2004
- «Формування концертного стилю у виконавстві на тромбоні», 2004
- «Синтез вокального та інструментального виконавства в епоху раннього бароко», 2009.

Станом на лютий 2017-го — завідувач кафедри мідних духових та ударних інструментів в Національній музичній академії України ім. П. І. Чайковського.